# Butch és femme

A leszbikus büszkeség zászlója

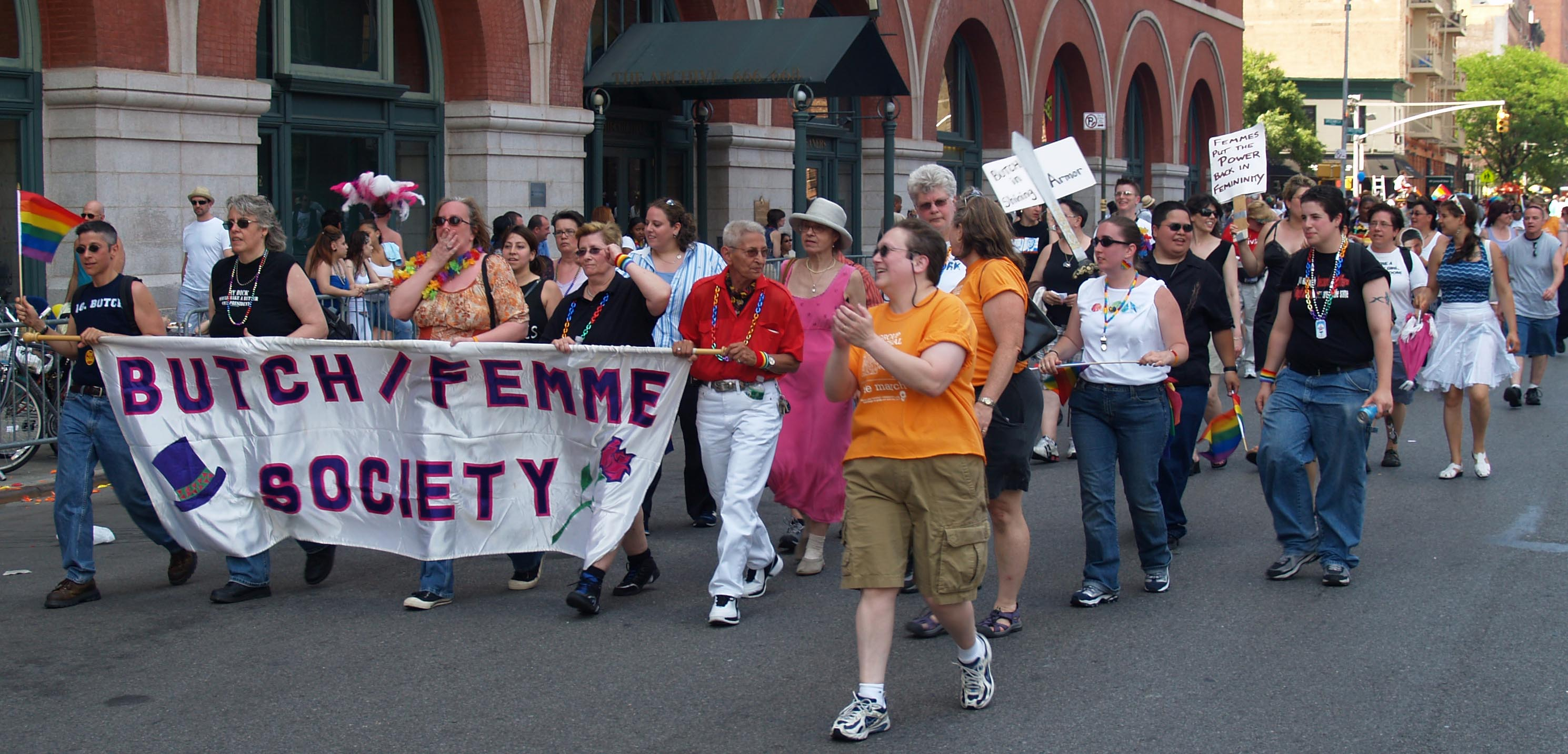
Butch és femme közösség New York egyik melegfelvonulásán

A butch és femme (francia kifejezés a nőre) kifejezéseket gyakran használják a leszbikus szubkultúrában fellelhető, a hagyományos férfi-női bináris nemi szerepeknek megfelelő feminin és maszkulin képviselőire.
A femme szót a transznemű közösségek is használják (lásd amikor a transzvesztita, vagy a crossdresser- aki csak csak hobbiként néha ölt egy-egy női ruhadarabot-; teljesen nőnek öltözve, tehát „en femme” hagyja el otthonát.)

## A butch és femme sajátosságok
A definíciók még a szorosan összefüggő homoszexuális és leszbikus közösségeken belül is változnak. Az általánosan a köztudatban élő képek az alábbiak:

### Butch
Férfias, vagy fiús karakterű és megjelenésű leszbikus nő megnevezése. Rendszerint rövid hajú, nadrágot hord, mellőzi a sminket és a műkörmöket, a sztereotípiák szerint a femme-hez vonzódik, de ez nem mindig igaz. A butch nő hasonlít egy elnőiesedett férfihoz, abban az értelemben, hogy egyik sem követi a hagyományos társadalmi szerepeket. A maszkulin kinézetű nőket gyakran helyteleníti a társadalom. Fiatal butchok közkeletű magyar elnevezése a "fiúslány".

### Femme
A leszbikus pár passzív és femininebb fele. Feltűnően nőies kinézetű leszbikus nő, aki szoknyát hord, nem idegenkedik a magassarkú cipő, a smink, a mélyen dekoltált ruhák viselésétől. A sztereotípiák és a szociológusok szerint a butch párja. A femme-okat néha összekeverik a lipstick leszbikusokkal, akik szintén nőiesek, de rendszerint más nőies leszbikusokhoz vonzódnak. A femme nem heteroszexuálisnak álcázott leszbikus, ahogy a butch sem feltétlenűl transznemű.

## Történelem
Nehéz meghatározni a butch és femme szerepek történetét, hiszen a nyugati kultúrában a leszbikus közösségek javarészt titkosak voltak, mindazonáltal fényképek tanúskodnak az ilyen párokról például az Amerikai Egyesült Államok 1910-1920-as évtizedeiből.
Az 1940-es és 50-es éveiben a munkásosztály leszbikus bárkultúrájában a butch-femme kapcsolatok voltak a normák, míg a butch-butch és a femme-femme tabunak számított. Az ettől eltérőket stigmatizálták, „zavarodottnak”, vagy „kiki”-nek nevezték, akik gyakran voltak sértő viccek szenvedő alanyai. A butch-femme íratlan szabályai keményen megszabták a külső megjelenést és viselkedést: a femme-nek érzelmileg és szexuálisan passzívnak kellett lennie, de gyakran mégis vadul versengett egy butch figyelméért. (Tehát ugyanúgy kialakultak az úgynevezett hagyományos szerepkörök, félreértések stb., mint a többségi heteroszexuális társadalomban.) A párok esetleg hosszú távra is elkötelezték magukat.
Az 1940-es években az Egyesült Államokban a legtöbb butch nőnek is hagyományosan nőies ruhát kellett hordania, azért, hogy megtarthassa állását és ne vívja ki a társadalom nyílt rosszallását. A keményített ingek és a nyakkendők csak hétvégenként kerültek elő, mikor partikra indultak.
Az 1950-es években a butch-ok új generációja megtagadta, hogy kettős életet éljen és teljes időben férfias öltözéket viselt, vagy olyan hosszan és annyiszor, amennyire csak alkalma engedte. Ez gyári munkára vagy taxivezetésre korlátozta őket és még pár hasonló munkára, aminek nem voltak női öltözködési előírásai.
A McCarthy korszak homoszexuális-ellenes retorikájával szembeni láthatóságuk a leszbikusok elleni növekvő ellenérzéshez vezetett, amire a bárkultúra egyre kihívóbban válaszolt. Bár ebben a femme-k is részt vettek elsősorban (és ebben megint a tradicionális férfi-nő szereposztás figyelhető meg) a butch-é volt a feladat, hogy megvédjék magukat.
Míg a 40-es években uralkodó butch kép a szigorú, de finom természetű nő volt, ez egyre inkább keménnyé és agresszívvá vált, ahogy a konfrontáció az életük része lett.

### A butch-femme kritikája
A későbbi huszadik századi azonossági politika szemében, amit közelebbről összekapcsoltak a leszbikus-feminista vonallal, a butch-femme viszony politikailag inkorrektnek számított. Sok leszbikus az elnyomó patriarchális nemi szerepelvárások heteroszexista képét látta benne. A leszbikus ideál az androgűn lett. Mindazonáltal az író és történész Lillian Faderman által készült leszbikus történelem, az „Odd Girls and Twilight Lovers” lapjain az androgűn általában butch kinézetű szereplőket jelentett.
A butch-femme kritikája rendszerint azon az igényen alapult, hogy ezek az azonosítások mind kísérletek, amik a heteronormatív férfi (itt butch) és nő (a femme) azonosságot értelmezik át. Ezt az érvet ma is sokan hangoztatják. Mindazonáltal ez a mögöttes felvetés nagyon problematikus-, vagyis, hogy a heteroszexualitás az alapértelmezett és minden más fajta szexualitás ennek gyenge utánzása. (Eredetiben : "However, it is highly problematic because of its own underlying assumption of heteronormativity--that is, the tenet that heterosexuality is normal, and that all other forms of sexuality are only weak imitations of it.")
A butch-femme azonosságtudat és kapcsolat újjáéledése az 1980-as évek végére tehető. Esedékessége annak is köszönhető, hogy sokkal elfogadóbbá vált a közvélemény, ami egy oda-vissza ható folyamatként működve lehetővé tette ezt. Mindazonáltal sok nő vitatja vagy elutasítja a bekategorizálás kötöttségeit, és magát ennél összetettebb egyéniségnek definiálja.